# Хейз, Куанера
Куанера Хейз (англ. Quanera Hayes; род. 7 марта 1992, Южная Каролина) — американская легкоатлетка, специализирующаяся в беге на 400 метров. Чемпионка мира в помещении 2016 года в эстафете 4×400 метров и бронзовый призёр в беге на 400 метров. Чемпионка США.

## Биография
Начало прогрессу Куанеры в беге на 400 метров было положено в колледже Livingstone College. Будучи студенткой, в 2013 году она выиграла соревнования во втором дивизионе чемпионата NCAA с личным рекордом 51,53.
Зимой 2016 года выиграла национальный чемпионат, опередив призёра чемпионата мира Эшли Спенсер и олимпийскую чемпионку Наташу Хастингс. На чемпионате мира в помещении завоевала бронзовую медаль в беге на 400 метров и золотую — в эстафете 4×400 метров. Через месяц после этого успеха впервые в карьере пробежала один круг по стадиону быстрее 50 секунд — 49,91 на соревнованиях на Багамских Островах.
Из-за хронических проблем с ногой в конце апреля 2016 года перенесла операцию по пересадке костного мозга, в результате чего подготовка к летнему сезону уместилась всего в две недели. Несмотря на сжатые сроки, Хейз вышла в финал олимпийского отбора, где финишировала восьмой с результатом 51,80.
В начале 2017 года установила новый рекорд США в беге на 300 метров в помещении — 35,71. Этот результат стал третьим в мировой истории, уступая высшему достижению россиянки Ирины Приваловой 0,26 секунды.

## Основные результаты
| Год  | Турнир                     | Место проведения | Дисциплина       | Место | Результат |
| ---- | -------------------------- | ---------------- | ---------------- | ----- | --------- |
| 2016 | Чемпионат мира в помещении | Портленд, США    | 400 м            | 3-е   | 51,76     |
| 2016 | Чемпионат мира в помещении | Портленд, США    | эстафета 4×400 м | 1-е   | 3.26,38   |